# ATP Challenger Caloundra
Das ATP Challenger Caloundra (offizieller Name: Caloundra International) war Tennisturnier in Caloundra, das zuletzt im Jahr 2012 ausgetragen wurde. Es war Teil der ATP Challenger Tour und wurde im Freien auf Hartplatz ausgetragen. Lu Yen-hsun konnte als einziger Spieler das Turnier zweimal gewinnen. Er gewann die Einzelkonkurrenz in den Jahren 2004 und 2006. Zudem gewann er 2004 die Doppelkonkurrenz an der Seite von Luke Bourgeois.

## Liste der Sieger

### Einzel
| Jahr                         | Sieger            | Finalgegner      | Ergebnis   |
| ---------------------------- | ----------------- | ---------------- | ---------- |
| 2012                         | Marinko Matosevic | Greg Jones       | 6:0, 6:2   |
| 2011                         | Grega Žemlja      | Bernard Tomic    | 7:64, 6:3  |
| 2008–2010: nicht ausgetragen |                   |                  |            |
| 2007                         | Joseph Sirianni   | Todd Widom       | 7:62, 7:65 |
| 2006                         | Lu Yen-hsun (2)   | Peter Luczak     | 6:3, 6:1   |
| 2005                         | Peter Luczak      | Alun Jones       | 7:5, 7:61  |
| 2004                         | Lu Yen-hsun (1)   | Takahiro Terachi | 6:0, 7:5   |

### Doppel
| Jahr                         | Sieger                        | Finalgegner                        | Ergebnis         |
| ---------------------------- | ----------------------------- | ---------------------------------- | ---------------- |
| 2012                         | John Peers John-Patrick Smith | John Paul Fruttero Raven Klaasen   | 7:65, 6:4        |
| 2011                         | Matthew Ebden Sam Groth       | Pavol Červenák Ivo Klec            | 6:3, 3:6, [10:1] |
| 2008–2010: nicht ausgetragen |                               |                                    |                  |
| 2007                         | Chen Ti Jun Woong-sun         | Ivan Cerović Vjekoslav Skenderović | 6:2, 6:3         |
| 2006                         | Nathan Healey Robert Smeets   | Carsten Ball Adam Feeney           | 6:3, 6:2         |
| 2005                         | Peter Luczak Shannon Nettle   | Robert Smeets Aleksandar Vlaski    | 6:74, 6:4, 6:2   |
| 2004                         | Luke Bourgeois Lu Yen-hsun    | Mark Hlawaty Shannon Nettle        | 7:62, 7:5        |